# Алфёров, Николай Семёнович
Николай Семёнович Алфёров (1917—1982) — советский архитектор, педагог, общественный деятель. Народный архитектор СССР (1978).

## Биография
Родился 16 (29) сентября 1917 года в селе Компанеевка (ныне в Кропивницком районе, Кировоградская область Украины).
В 1932 году окончил 7 классов средней школы, затем работал токарем на Амвросиевском цементном заводе Донецкой области, одновременно получил среднее образование. В 1935—1940 годах учился на архитектурном факультете Харьковского института инженеров коммунального строительства. Окончив ВУЗ с отличием, полгода работал руководителем проектной группы.
С декабря 1940 по сентябрь 1946 года служил в РККА. Участник войны с июля 1941 года и до конца войны, инженер-капитан, офицер технической разведки на 2-м Белорусском фронте. Награждён орденом Красной Звезды (31.08.1944), медалями «За боевые заслуги» (15.11.1943), «За оборону Москвы» (01.05.1945), «За победу над Германией в Великой Отечественной войне 1941—1945 гг.» (09.05.1945).
В 1946 году приехал на Урал и по 1967 год работал в Уральском политехническом институте им. С. М. Кирова в качестве ассистента, старшего преподавателя, доцента, профессора (1964) и заведующего кафедрой (1963—1967) архитектуры.
В 1948—1951 годах учился в аспирантуре Московского архитектурного института.
В 1952—1953 годах работал по совместительству в Свердловском институте «Горпроект» на должности руководителя группы архитекторов. В 1952 году защитил кандидатскую диссертацию «Архитектурное наследие уральских металлургических заводов», в 1962 — докторскую на тему «Зарождение и развитие отечественной промышленной архитектуры на Урале», став первым доктором архитектуры на Урале.
В 1960 году издал фундаментальный труд «Зодчие старого Урала», в разное время опубликовал более 40 научных статей.
В 1967 году, после преобразования кафедры архитектуры УПИ в Уральский филиал Московского архитектурного института, стал его директором, а через пять лет (1972) был назначен первым ректором Свердловского архитектурного института.
Был членом секретариата Правления Союза архитекторов СССР, членом Правления Свердловской организации СА РСФСР. Избирался делегатом IV, V, VI Всесоюзных съездов архитекторов. Член-корреспондент АХ СССР с 1980 года.
Наряду со служебной деятельностью неоднократно избирался депутатом городского Совета. Избирался членом Кировского райкома КПСС. Был первым председателем Свердловского отделения Всесоюзного общества охраны памятников истории и культуры.
Был членом межведомственной комиссии по промышленной архитектуре при Госстрое СССР, членом научно-методического Совета Минвуза СССР, членом головного Совета по архитектуре при МАРХИ, членом Совета по присуждению ученой степени доктора и кандидата архитектуры при МАРХИ, членом Комиссии по Государственным премиям при СМ РСФСР.
Член ВКП(б) с 1943 года.
Умер 6 ноября 1982 года в Екатеринбурге. Похоронен на Широкореченском кладбище. Здесь же похоронена жена — Алфёрова Антонина Дмитриевна (1919—1993).

## Память
В память о Н.С. Алфёрове на здании Уральского архитектурно-художественного университета установлена мемориальная доска.
В 2022 году Уральскому государственному архитектурно-художественному университету присвоено имя Николая Семеновича Алфёрова. Приказ Минобрнауки России № 256 от 28 марта 2022.

## Награды и звания
- Заслуженный архитектор РСФСР (1973)
- Народный архитектор СССР (1978)
- Орден Трудового Красного Знамени (1971)
- Орден Красной Звезды (1945)
- Орден «Знак Почёта» (1976)
- Серебряный крест Заслуги (Польша) (1945)
- Медаль «За боевые заслуги» (1943)
- Медаль «За оборону Москвы» (1945)
- Медаль «За победу над Германией в Великой Отечественной войне 1941—1945 гг.» (1945)
- 4 медали
- Доктор архитектуры (1962).

## Реализованные проекты
- Жилой дом, г. Славянск (1940)
- Лодочная станция в ЦПКиО им. В.В. Маяковского, г. Свердловск (1947)
- Реконструкция музея Я. М. Свердлова, г. Свердловск (1948)
- Жилой квартал по Березовскому тракту, г. Свердловск (1952)
- Жилые дома по ул. Малышева, г. Свердловск (1954–1955)
- Детский сад Уральского политехнического института им. С.М. Кирова г. Свердловск  (1954–1955)
- Жилой дом на ул. Я. Свердлова, г. Свердловск (1955)
- Цех гидромашин Свердловского турбомоторного завода, г. Свердловск (1955)
- Ансамбль историко-мемориального комплекса «Исторический сквер», г. Свердловск (1974)